# Malta op het Eurovisiesongfestival 1991
Malta nam deel aan het Eurovisiesongfestival 1991 in Rome (Italië). Het was de 4de deelname van het land op het Eurovisiesongfestival.  Public Broadcasting Services (PBS) was verantwoordelijk voor de Maltese bijdrage voor de editie van 1991.

## Selectieprocedure
Voor het eerst sinds 1975 deed Malta mee aan het festival.
Er werd gekozen om een nationale finale te organiseren. Deze vond plaats op 23 maart 1991 en werd gepresenteerd door Anna Bonnano.
In totaal deden er 12 artiesten mee aan deze finale en de winnaar werd gekozen door een jury.
Uiteindelijk won Paul Giordimaina & Georgina met het lied Could it be.

## In Rome
In Rome moest Malta optreden als 3e, net na IJsland en voor Griekenland. Op het einde van de puntentelling bleken ze op een 6e plaats te zijn geëindigd met 106 punten. Dit was tot dan toe de beste prestatie van het land op het festival.
Men ontving ook 2 keer het maximum van de punten.
Nederland nam niet deel in 1991 en België gaf 4 punten aan deze inzending.

### Gekregen punten

#### Finale
| 12 punten          | 10 punten                        | 8 punten | 7 punten                                   | 6 punten                           |
| ------------------ | -------------------------------- | -------- | ------------------------------------------ | ---------------------------------- |
| - Ierland - Zweden | - Duitsland - Italië - Luxemburg |          | - Portugal - Turkije - Verenigd Koninkrijk | - Noorwegen - Spanje - Zwitserland |
| 5 punten           | 4 punten                         | 3 punten | 2 punten                                   | 1 punt                             |
|                    | - België - Oostenrijk            |          | - Frankrijk - Griekenland                  | - Joegoslavië                      |

### Punten gegeven door Malta

#### Finale
Punten gegeven in de finale:
| 12 punten | Cyprus              |
| 10 punten | Verenigd Koninkrijk |
| 8 punten  | Israël              |
| 7 punten  | Turkije             |
| 6 punten  | Spanje              |
| 5 punten  | Griekenland         |
| 4 punten  | Ierland             |
| 3 punten  | Frankrijk           |
| 2 punten  | Italië              |
| 1 punt    | Joegoslavië         |